# Čarostřelec
Čarostřelec (německy Der Freischütz, starším pravopisem: Der Freyschütze) je název opery Carla Marii von Webera, dokončené 13. května 1820. Autorem libreta je Johann Friedrich Kind.

## Hlavní postavy
- kníže Otokar (bas)
- Max, mladý myslivec (tenor)
- Kašpar, mladý myslivec (bas)
- Kilián, sedlák (baryton)
- Kuno, dědičný polesný (bas)
- Agáta, jeho dcera (soprán)
- Anička, její přítelkyně (soprán)
- Samiel, černý myslivec (mluvená role)
- Poustevník (bas)

## Obsah
Čarostřelec je romantická opera o třech dějstvích. Její děj se odehrává v Čechách (konkrétně na Šumavě) kolem roku 1650.

### První dějství
V krčmě u lesa se sedlák Kilián raduje z vítězství ve střeleckých závodech, ve kterých nečekaně porazil Maxe - ten je považován za nejlepšího střelce široko daleko, ale v závodech se netrefil ani jednou. Polesný Kuna připomíná Maxovi, že zítra si má zkušební ranou získat nástupnictví na místě polesného a ruku jeho dcery Agáty.
Neúspěchem je vinen druhý mladý myslivec Kašpar, který se snaží s pomocí temných sil Maxovi škodit, protože se dříve také (neúspěšně) ucházel o Agátu. Kašpar Maxovi nabízí pomoc - čarovnou kuli, kterou nemůže minout. Tu si ale musí Max ulít sám o půlnoci ve Vlčím dole.

### Druhé dějství
Max přichází za Agátou, kolem které se začínají dít podivné věci - obraz jejího pradědečka spadnul ze zdi přesně ve chvíli, kdy Max střelil puškou zapůjčenou od Kašpara orla. Agáta připomíná Maxovi, že by zemřela žalem, pokud by se zítra při zkušební ráně netrefil a nezískal její ruku. Max se na základě tohoto rozhovoru rozhodne přijmout Kašparovu pomoc.
Ve Vlčím dole vyvolává Kašpar Samiela a ten se zjevuje v podobě černého myslivce. Vyžádá si od něj šest kulí, které zasáhnou jakýkoliv cíl a sedmou, která bude určena Agátě. Zároveň vychází najevo, že pokud Kašpar do další půlnoci nedodá peklu někoho místo sebe, pak vyprší jeho smlouva s ďáblem a on sám peklu propadne.
Přichází Max a pln děsu a odporu přihlíží lití kouzelných kulí. Ty jsou rozděleny - tři pro Maxe a tři a jedna (ta sedmá) pro Kašpara.

### Třetí dějství
Max už vystřílel své tři kouzelné kule, aby se předvedl před knížetem Otokarem. Prosí Kašpara, aby mu dal ještě jednu a ten mu podstrkuje kuli určenou Agátě.
Mezitím se Anička snaží utišit Agátu, které se zdají zlé sny o tragickém konci její plánované svatby s Maxem. Jako ochranu proti zlým silám si bere Agáta na hlavu věnec z posvěcených růží.
Max konečně dostává příkaz ke zkušební střele - má sestřelit holubici z vysoké větve. Agáta se snaží jej zastavit, protože podle jejího snu byla právě ona sama proměněna v holubici. Max vystřelí, holubice uletí a zasažena je Agáta, ale zároveň díky ochraně Agátina věnce i původce zla - Kašpar. Agáta se z rány vzpamatovává, ale Kašparovi se zjeví Samiel a odvádí ho do pekla.
Kníže vyslýchá Maxe a když se dozví o stycích s temnými silami, odsuzuje ho k vyhnanství. Na přímluvu ostatních přítomných je nakonec trest zmírněn na rok zkušební služby, po kterém může Max znovu požádat o místo polesného a Agátinu ruku.

## Nahrávky
- 1973 Lipský rozhlasový sbor a Staatskapelle Dresden řídí Carlos Kleiber, Osoby a obsazení: Max (Peter Schreier), Kašpar (Theo Adam), Agáta (Gundula Janowitz), Anička (Edith Mathis), Kilián (Günther Leib), Kuno (Siegfried Vogel), Otokar (Bernd Weikl)[1].